# Habranthus venturianus
Habranthus venturianus är en amaryllisväxtart som beskrevs av Pierfelice Ravenna. Habranthus venturianus ingår i släktet Habranthus och familjen amaryllisväxter. Inga underarter finns listade i Catalogue of Life.